# Scooter Libby
Irving Lewis "Scooter" Libby (New Haven, Connecticut, 22. kolovoza 1950.-) je američki pravnik, najpoznatiji kao bivši šef štaba i savjetnik za nacionalnu sigurnost potpredsjednika Dicka Cheneya.
Studirao je na sveučilištu Yale gdje mu je jedan od profesora bio Paul Wolfowitz. 
Radio je u State Departmentu, Ministarstvu obrane SAD-a, a bavio se i privatnom pravničkom praksom.
Jedan je od osnivača Projekta za novi američki vijek, skupine koja se povezuje s neokonima.
Dana 28. listopada 2005. je podnio ostavku na mjestu Cheneyevog savjetnika, nakon što je u okviru istrage o aferi Plamegate protiv njega podignuta optužnica za krivokletstvo. 6. ožujka 2007. je proglašen krivim.